# ۲سی-پی
۲ث-پی (به انگلیسی: 2C-P) با فرمول شیمیایی C۱۳H۲۱NO۲ یک ترکیب شیمیایی است. که جرم مولی آن ۲۲۳٫۳۱ g/mol می‌باشد. 